# Сераміл
Сераміл (порт. Seramil; МФА: [sɨ.ɾɐ.ˈmiɫ]) — парафія в Португалії, у муніципалітеті Амареш. Розташована в північно-західній частині країни, на теренах історичної португальської провінції Дору-Міню. Входить до складу округу Брага. За адміністративним поділом, чинним до 1976 року, терени парафії були складовою провінції Міню. Належить до Бразької архідіоцезії Католицької церкви. Патрон — святий Пелагій. Площа — 4,0297 км². Населення — 182 ос. (2011). Слабо урбанізований регіон. Густота населення — 45,16 осіб/км²
. Код — 030122.

## Населення
| Кількість мешканців | Кількість мешканців | Кількість мешканців | Кількість мешканців | Кількість мешканців | Кількість мешканців | Кількість мешканців | Кількість мешканців | Кількість мешканців | Кількість мешканців | Кількість мешканців | Кількість мешканців | Кількість мешканців | Кількість мешканців | Кількість мешканців |
| ------------------- | ------------------- | ------------------- | ------------------- | ------------------- | ------------------- | ------------------- | ------------------- | ------------------- | ------------------- | ------------------- | ------------------- | ------------------- | ------------------- | ------------------- |
| 1864                | 1878                | 1890                | 1900                | 1911                | 1920                | 1930                | 1940                | 1950                | 1960                | 1970                | 1981                | 1991                | 2001                | 2011                |
| 312                 | 284                 | 277                 | 281                 | 307                 | 324                 | 309                 | 393                 | 347                 | 341                 | 342                 | 310                 | 281                 | 223                 | 182                 |